# Fundación Universitaria Católica Lumen Gentium
La Fundación Universitaria Católica Lumen Gentium (generalmente abreviada UNICATÓLICA) es una institución académica de educación superior privada y católica fundada en 1996 y con sede en la ciudad de Cali, Colombia, sujeta a inspección y vigilancia por medio de la Ley 1740 de 2014 y la Ley 30 de 1992 del Ministerio de Educación de Colombia.

## Historia
Tras la llegada de Monseñor Alberto Uribe a Cali en los años 60, para dirigir la diócesis de la ciudad por petición del Papa Pablo VI, mostró su preocupación por la situación social de la ciudad dada la inmigración que resultaba de la industrialización. El crecimiento desordenado de la ciudad por la invasión de tierras de parte de inmigrantes creó un conflicto social durante los años sesenta y setenta. 
Uribe vio la falta de instituciones para la formación profesional y de parroquias para las labores pastorales en los barrios marginales, por lo cual promovió alianzas con los sectores comerciales para la creación de parroquias que trabajaran la promoción social con colegios y centros culturales. Esta labor fue acompañada por la Fundación Carvajal, Fundación Caicedo y demás,  quienes con el apoyo de la Arquidiócesis de Cali crearon centros de formación en las sedes parroquiales de la ciudad para brindar educación a los jóvenes de escasos recursos. En 1994, Monseñor Isaías Duarte Cancino promovió con la arquidiócesis
la creación de un sede para los jóvenes educados en las parroquias. El 19 de marzo de 1996 se inauguró el campus de Pance, que es hoy la principal sede de la fundación universitaria.
La idea de la creación de una universidad nació por el Arzobispo Isaias Duarte Cancino, que veía como muchos estudiantes egresados de bachiller no tenían forma de ingresar a la educación superior y el índice de desempleo crecía en la ciudad. El arzobispo buscaba crear una institución asequible para los estratos populares.
UNICATÓLICA cuenta con el grupo de investigación de ingeniería KIMSA, el cual a trabajado con la enseñanza de la historia caleña mediante los videojuegos. Trabajando dentro del Semillero de Investigación AYNI, desarrollaron el videojuego "Prende Amor X Cali".
En el 2016 quedó empatada en el lugar 142 entre las universidades colombianas con más grupos de investigación registrados en Colciencias. Durante el primer semestre de 2017, la UNICATÓLICA, en colaboración con investigadores de la Universidad Santo Tomás de Bogotá, llevaron a cabo una investigación interinstitucional sobre la educación religiosa escolar como disciplina escolar.

## Símbolos

### Bandera
La bandera de forma rectangular, está compuesta por una cruz de oro que representa a Cristo y cuatro estrellas fulgentes en representación del simbolismo del número cuatro en la biblia:  Universalidad, los cuatro puntos cardinales en representación de todas las naciones.

### Himno
I
Luce esplendente la luz de Cristo, luce gloriosa con resplandor.
Luz de la gente, verdad y vida, sabiduría, sabiduría, ciencia y honor.
Jóvenes entusiastas, con la mirada en alto, y llenos de esperanza, hacia el futuro van.
Gestores decididos, de una cultura nueva, construyen el futuro, de bienestar y paz
II
Luce esplendente la luz de Cristo, luce gloriosa con resplandor
Luz de la gente, verdad y vida, sabiduría, sabiduría, ciencia y honor.
Buscamos el progreso, la dignidad humana, trabajo y disciplina, constancia y oración.
Una Colombia nueva, desde el Valle del Cauca, repletos de esperanza, forjamos con tesón.
III
Luce esplendente la luz de Cristo, luce gloriosa con resplandor.
Luz de la gente, verdad y vida, sabiduría, sabiduría, ciencia y honor.
Del alma mater brota, luz de sabiduría, con la cual cultivamos, un mundo de valor.
La ética y la ciencia, la sociedad transforma, y una cultura nueva, ya brota con vigor, ya brota con vigor.

## Facultades

### Facultad de Ingeniera
| Snies | Programa                | Nivel de Formación |
| ----- | ----------------------- | ------------------ |
| 90743 | Ingeniería de Sistemas  | Profesional        |
| 20976 | Tecnología en Logística | Tecnológica        |

### Facultad de Educación
| SNIES  | Programa                          | Nivel de Formación |
| ------ | --------------------------------- | ------------------ |
| 105953 | Licenciatura en Ciencias Sociales | Licenciatura       |
| 105955 | Licenciatura en Informática       | Licenciatura       |

### Facultad de Ciencias Empresariales
| SNIES  | Programa                                                             | Nivel de Formación |
| ------ | -------------------------------------------------------------------- | ------------------ |
| 101300 | Administración de Empresas - <small>Por ciclos propedéuticos</small> | Profesional        |
| 105863 | Contaduría Pública                                                   | Profesional        |

### Facultad de Ciencias Sociales y Políticas
| Snies  | Programa                         | Nivel de Formación |
| ------ | -------------------------------- | ------------------ |
| 101421 | Comunicación social - Periodismo | Profesional        |
| 105802 | Derecho                          | Profesional        |
| 101913 | Psicología                       | Profesional        |
| 102773 | Trabajo Social                   | Profesional        |

### Facultad de Teología, Filosofía y Humanidades
| Snies  | Programa                  | Nivel de Formación |
| ------ | ------------------------- | ------------------ |
| 105954 | Licenciatura en Filosofía | Licenciatura       |
| 105954 | Teología                  | Profesional        |

## Especializaciones
| Snies  | Programa                                               |
| ------ | ------------------------------------------------------ |
| 91338  | Especialización en Educación en Derechos Humanos       |
| 12286  | Especialización en Informática Educativa               |
| 102323 | Especialización en Gerencia Estratégica                |
| 102325 | Especialización en Gerencia del Talento Humano         |
| 10678  | Especialización en Educación y Sagrada Escritura       |
| 103618 | Especialización en Gerencia de Proyectos               |
| 102762 | Especialización en Mercadeo y Negocios Internacionales |

## Facultad notable
- Marelen Castillo, profesora, decana y vicerrectora.
- Christian Bedoya Dorado, profesor de ciencias empresariales.[11]
- María Fernanda Díaz Velásquez, pasada directora del programa de las Tecnologías en Electrónica y Telecomunicaciones.[12]
- Diana Leidy Guerrero Sánchez, profesora de administración de operaciones.[13]
- Nazly González-Rivas, investigadora de asuntos étnicos y analista económico del Departamento Administrativo Nacional de Estadística (DANE).[14]
- Edward Jimmy Jaramillo Ortiz, pasado director del programa de las Tecnologías en Electrónica y Telecomunicaciones.[6]
- Álvaro Iván Jiménez Alzate, profesor de Ingeniería de Software y Decano de la Facultad de Ingeniería.[6][7]
- Medardo Alfonso Palomino Arias, economista y profesor de gestión pública.[15]
- Kelly Johana Rangel Noriega, profesora de psicología.[16]
- Juan Antonio Rodríguez Sinisterra, director del Programa de Ingeniería Industrial.[17]
- Paulo Vélez Ángel, profesor de ingeniería e instrumentación física, investigador del Grupo Khimera.[18]

## Alumnos Notables
- Stephany Cerón Salas (Clase de 2010)–co-desarrolladora de "Prende Amor X Cali."[7]
- Carlos Mauricio Méndez Solarte (Clase de 2010)–co-desarrollador de "Prende Amor X Cali."[7]
- Steven Palechor Betancourt (Clase de 2010)–co-desarrollador de "Prende Amor X Cali."[7]
- Oiver Andrés Pérez–profesor de Diseño Web y Multimedial.[6]
- Andrew Stuart León Holguín (Clase de 2019) – Ganador a nivel nacional del Premio Héroe Forte Dolex de la compañía GSK Glaxo SmithK line, por su labor social con niños y jóvenes.
- Germán Andrés Toro Palacios (Clase de 2020) – community manager y autor.